# Villers-en-Arthies
Villers-en-Arthies – miejscowość i gmina we Francji, w regionie Île-de-France, w departamencie Dolina Oise.
Według danych na rok 2010 gminę zamieszkiwało 461 osób, a gęstość zaludnienia wynosiła 56 osób/km².